# Centro Sérgio Buarque de Holanda
O Centro Sérgio Buarque de Holanda: Documentação e Memória Política (CSBH) corresponde a um dos projetos desenvolvidos pela Fundação Perseu Abramo, instituição criada pelo Partido dos Trabalhadores em 1996.
Formado em 2001 a partir do Projeto "Memória e História do PT" (1997-2001), também desenvolvido pela FPA, o Centro Sérgio Buarque de Holanda tem por objetivo preservar e difundir a história do PT e da esquerda. Tal objetivo se materializa em quatro eixos principais de trabalho:
- tratamento do patrimônio histórico do PT e sua disponibilização ao público
- registro da  memória oral
- levantamento da bibliografia relativa ao PT e à esquerda
- edição de publicações, dentre as quais se destaca a revista Perseu: Memória e História Política[1].

## História

### Antecedentes: o tratamento da memória e da história do PT (1980-1996)
O PT nasceu como organização partidária sob brutais restrições materiais, o que se refletiu na precariedade do  tratamento de seus arquivos durante muitos anos. Inicialmente, sua sede foi instalada no gabinete do deputado federal Airton Soares, parlamentar egresso do Partido do Movimento Democrático Brasileiro (PMDB). Era dividida entre o bairro do Bixiga, e a capital federal, Brasília. Sob tais condições, por exemplo, muito material se perdeu entre as duas sedes, já que documentos originais eram enviados para cópia em Brasília e dalí eram distribuídos por todo país. Pouco ou nenhum cuidado significativo pode ser reservado aos arquivos do partido, apesar das iniciativas propostas pela Fundação Wilson Pinheiro (FWP) – primeira fundação partidária do Partido dos Trabalhadores (PT).
Em meados dos anos 1980, a sede do PT seria transferida para o bairro da  Água Branca, na Zona Oeste de São Paulo, mas ainda em condições bastante precárias. Somente em 1985, com sua instalação na  Vila Mariana, na  zona sul da cidade, o arquivo pode receber tratamento mais sistemático: por iniciativa dos funcionário do Diretório Nacional, os primeiros conjuntos documentais foram organizados, contemplando materiais das Secretarias de Assuntos Institucionais, Relações Internacionais, Formação Política e Movimentos Populares. Nesse mesmo período, a FWP realiza uma pequena exposição utilizando a documentação histórica do partido, retratando seus primeiros anos de existência.
Em 1987, a preocupação com a história do PT, que até então estava praticamente restrita a essa exposição e também às cartilhas e cursos de formação promovidos pela Secretaria Nacional de Formação, ganha um novo impulso com a publicação da revista Teoria e Debate. Inicialmente editada pelo Diretório Estadual de São Paulo, incluía a seção “Memória”, reservada a entrevistas com militantes e destinada a registrar e difundir a história do PT e da esquerda no Brasil.
A situação dos arquivos do PT nesse período pode ser avaliada a partir de um estudo dedicado às condições de produção e guarda dos arquivos da  campanha presidencial de 1989 – a primeira eleição presidencial ocorrida no Brasil desde os anos 1960. Em resumo, o que este estudo revela é que não havia à época uma política de  tratamento do acervo do partido. Isso condicionou a acumulação desordenada da documentação nos setores do comitê, como na sala de reuniões da coordenação da campanha, situados na sede do Comitê Nacional em São Paulo, na  Vila Mariana; bem como a dispersão inicial do acervo entre integrantes da direção do comitê e do partido.
Finalizado o processo eleitoral, o acervo existente na sede do Comitê foi submetido pela assessoria da coordenação da campanha a processo de  avaliação e descarte. A parcela do acervo preservada foi então transferida à sede do Governo Paralelo – uma estrutura ligada ao PT que daria origem ao Instituto Cidadania e, posteriormente, ao Instituto Lula –, também na  Vila Mariana. Em função das inadequadas condições de guarda alí existentes, o acervo foi então dividido entre ex-integrantes do órgão. Uma parcela dele acabou retornando à sede do PT, enquanto a outra foi recuperada com ex-militantes e integrada ao acervo apenas em 2008.
Assim como o arquivo, carente de tratamento técnico sistemático, avolumava-se também a produção bibliográfica dedicada ao PT – um reflexo da visibilidade política adquirida pelo partido nas  eleições de 1988 e de  1989. Embora o incremento da produção  bibliográfica tenha sido detectada na época, não havia uma iniciativa de acompanhamento sistemático dessa produção, ainda que houvesse uma clara preocupação nesse sentido, conforme registra uma artigo publicado na revista Teoria e Debate em 1990 .
No ano seguinte, em 1991 a sede do PT foi transferida para a região de  Campo Elísios, na Zona Oeste de São Paulo. No novo espaço, os arquivos nacionais se confundiram com os do Diretório Estadual de São Paulo, que compartilhava o mesmo prédio, e foram parcialmente danificados ou destruídos pela ação do tempo e da umidade. Problemas semelhantes continuaram a ocorrer mesmo com a transferência da sede para sua localização atual, no bairro da  Sé, região central da capital paulista.
Tendo em vista o enfrentamento de uma série de desafios em termos de formulação programática, formação política e sistematização da experiência do PT – dentre os quais se incluía a organização do arquivo do partido –, o Diretório Nacional institui, em 1996, uma nova fundação de apoio – a Fundação Perseu Abramo. Ela substitui a antiga Fundação Wilson Pinheiro, dilacerada por divergências políticas internas, e cujas atividades haviam se encerrado anos antes.
A FPA, como foi a FWP, é uma fundação partidária, conforme definido na legislação brasileira em vigor. Algumas de suas responsabilidades incluem a reflexão e a pesquisa sobre temas que tocam o PT, bem como a formação política de seus militantes e dirigentes. Sua principal fonte de financiamento é o chamado Fundo Partidário, cujos recursos são distribuídos aos partidos do país, segundo  a sua representatividade na Câmara dos Deputados. Como uma entidade de apoio ao PT, a FPA tem como missão a consolidação do projeto petista e de uma nova cultura política em nosso país.

## A Fundação Perseu Abramo e o patrimônio histórico do PT (1996-hoje)

### Projeto “Memória e História do PT” (1997-2001)

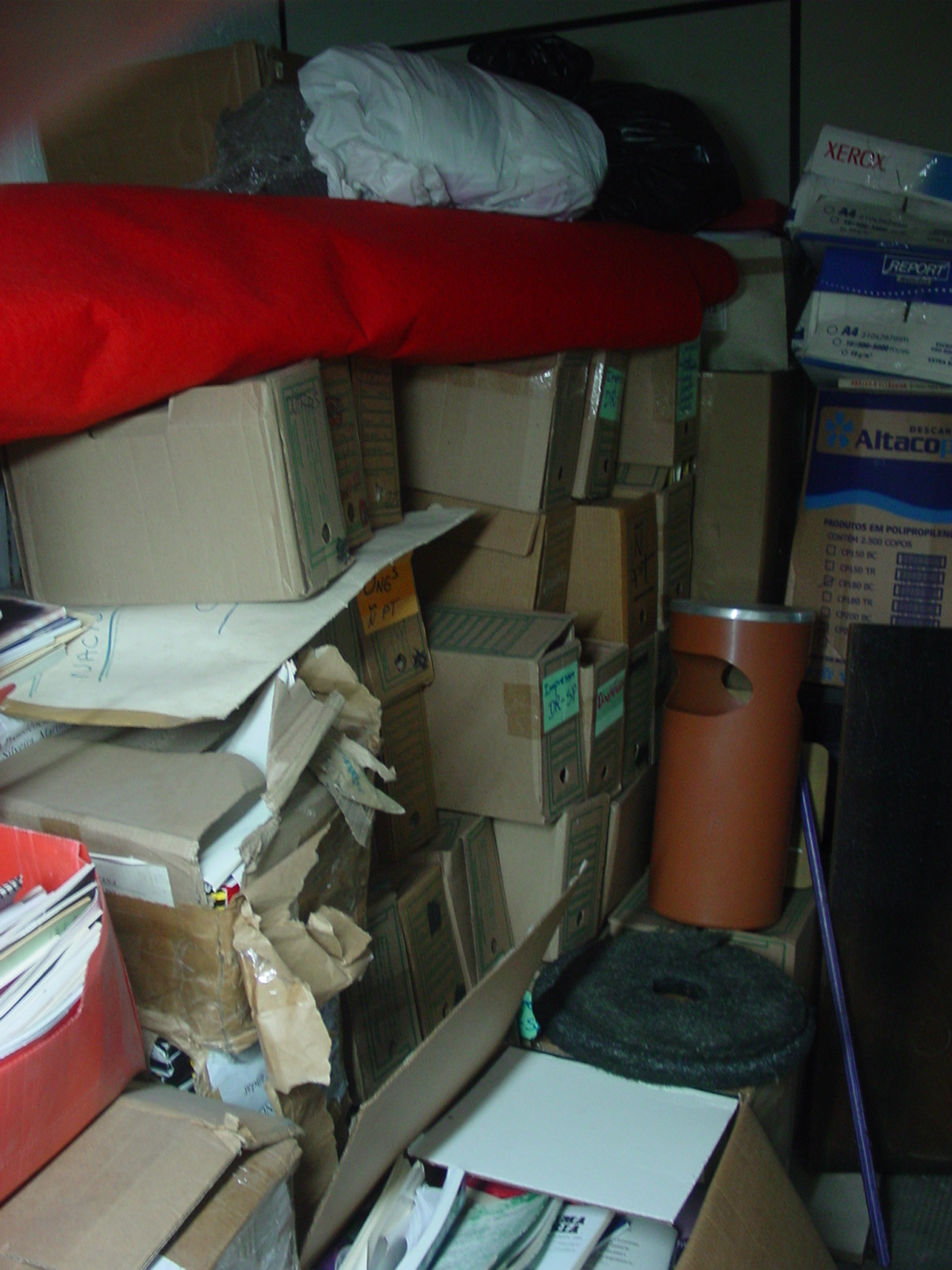
Amostra do difícil trabalho de recuperação e organização de arquivos no contexto de atividade política.

Com a instituição da FPA em 1996, o trabalho com o arquivo do PT e o cuidado com os registros de história oral ganham nova qualidade. Em 1997, a Editora da FPA publica uma coletânea, reunindo as entrevistas registradas entre 1987 e 1995 na seção "Memória" da revista Teoria e Debate, cuja publicação passava a ser responsabilidade da FPA . No mesmo período, são realizados os primeiros levantamentos na sede nacional do partido, com o intuito de avaliar o estágio de conservação e o perfil da documentação histórica remanescente. Isso culminou, em 1997, na implantação do Projeto “Memória e História do PT” (PMH), dedicado, sobretudo, ao tratamento técnico do arquivo e sua disponibilização ao público.
Instalado na FPA, o projeto foi inicialmente pensado como um centro de referência – isto é, como uma órgão responsável por mapear fontes documentais relevantes à história do partido, e também por organizá-las, mas transferindo a guarda do material a entidades parceiras. Sob tais diretrizes, o tratamento técnico sistemático do arquivo histórico do Diretório Nacional do PT foi finalmente iniciado – cerca de 18 anos passados de sua fundação. Naquele momento, os arquivo foram primeiramente separados daqueles pertencentes ao Diretório Estadual de São Paulo, lembrando que ambas as instâncias compartilhavam uma mesma sede e a documentação acabou se confundido. Separados, os materiais pertencentes do DN/PT foram transferidos para a sede da FPA.
Ao longo dos primeiros anos de trabalho, a equipe empenhou-se na realização de seminários dedicados a debater momentos marcantes da história do país e das lutas populares, bem como ao tratamento inicial dos arquivos. Desses esforços resultaram seminários sobre os  movimentos estudantis de 1968 e 1977 e sobre as  greves  operárias de 1978, um livro que reúne documentos básicos e resoluções do PT desde a fundação até fins dos anos 1990, as exposições “PT 20 anos, traço a traço” e “Trajetórias” (que gerou publicação homônima, além de CD, também comemorativo dos vinte anos partido, que registra músicas que marcaram sua trajetória.
Além do arquivo histórico do Diretório Nacional do PT, cujo tratamento é sua prioridade, o PMH acolheu arquivos remanescentes da Seção Nacional da Fundação Wilson Pinheiro; constituiu coleções de tendências internas do PT e de documentos anteriores à legalização do partido; e recebeu como doação acervos pessoais de José Dirceu e de Perseu Abramo, dois dos Secretários Gerais do PT. A guarda de ambos os arquivos pessoais seria transferida posteriormente para o Arquivo Edgard Leuenroth (AEL), ligado à Universidade Estadual de Campinas (Unicamp), por meio de convênio de cooperação estabelecido para esse fim, onde encontram-se hoje disponíveis para pesquisa.

## Atualidade (2001-2025)

### Período inicial (2001-2005): ampliação e consolidação das atividades

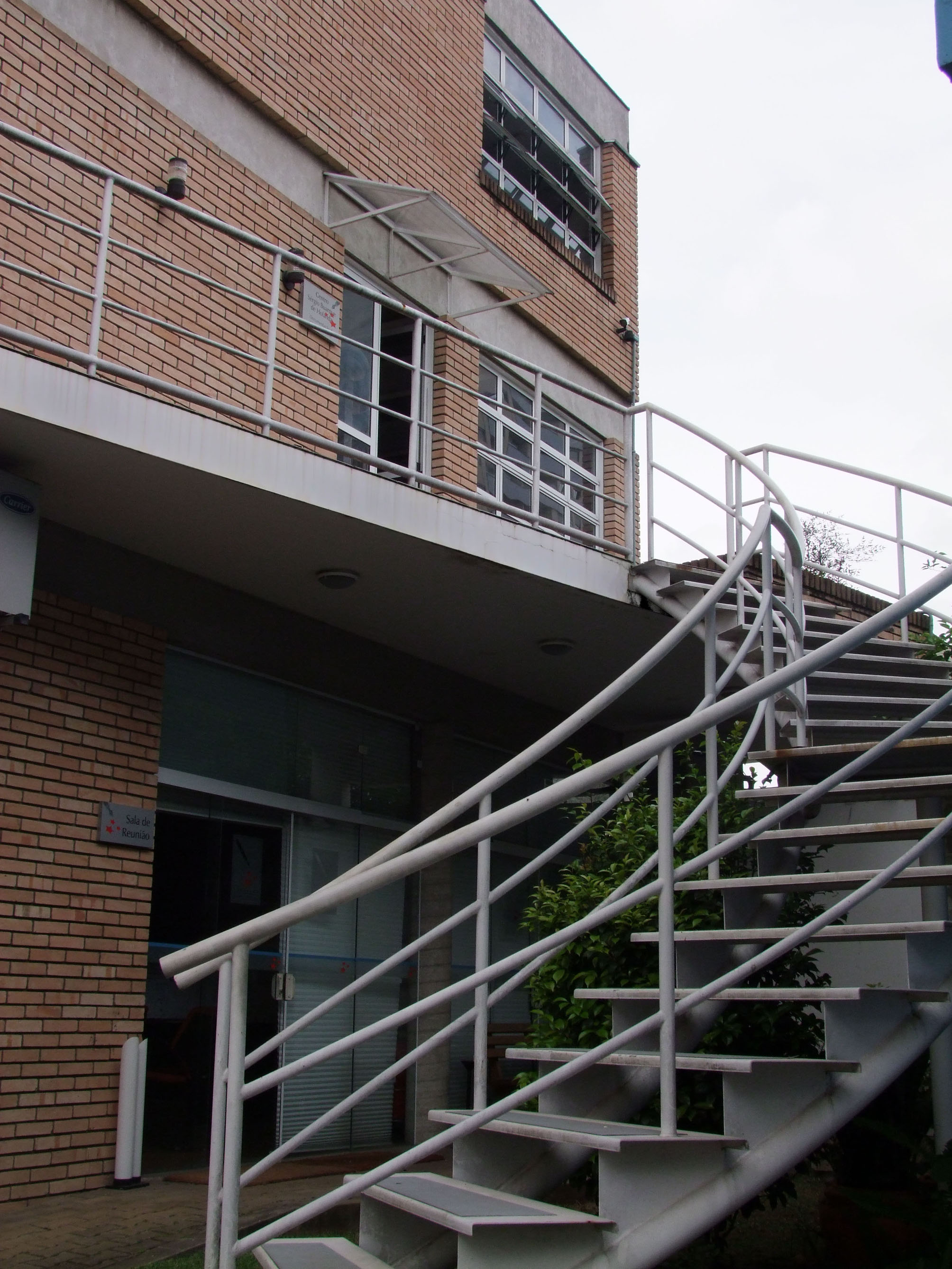
Fachada da Centro Sérgio Buarque de Holanda, instalado na sede na Fundação Perseu Abramo.

Em 2001 o PMH se consolidou e deu origem ao Centro Sérgio Buarque de Holanda: Documentação e Memória Política. Em novo espaço projetado no interior da FPA especialmente para suas atividades, o Centro abriu a documentação sob sua guarda à consulta pública; colaborou para a definição de uma política de  gestão da documentação corrente do PT, mediante a implantação, em 2001, do Núcleo de Documentação (NUD); assessorou a implantação de iniciativas congêneres junto aos Diretórios Estaduais do partido; subsidiou a produção das peças de propaganda da  campanha de Lula à Presidência da República em 2002; e atualizou a publicação que retrata a história do PT após a vitória de Lula nas eleições .
Além da microfilmagem dos primeiros conjuntos documentais, realizada com apoio da Universidade de Harvard, contemplando órgãos de comunicação nacionais do PT e uma seleção de publicações avulsas, no período de início de suas atividades o CSBH lançou a coleção “História do Povo Brasileiro”, reunindo ensaios sobre história, política e cultura no Brasil; atualizou a exposição “Trajetórias”, que retrata a história do partido desde sua fundação e que foi editada posteriormente em livro; realizou um seminário internacional dedicado a debater a história e as perspectivas da esquerda e, em meados de 2005, promoveu uma campanha de doação de documentos, lançada publicamente entre os filiados e simpatizantes do PT.
Nesse período, mais precisamente entre 2002 e 2004, é que o Projeto de História Oral do PT dá seus primeiros passos. Dois projetos-piloto foram realizados. Um deles, no Rio de Janeiro, em parceria com o Laboratório de História Oral e Iconografia da Universidade Federal Fluminense (Labhoi/UFF). Outro no Rio Grande do Sul, em parceria com o Núcleo de Pesquisa Histórica da Universidade Federal do Rio Grande do Sul. Em 2004 o Projeto ganha novo impulso em escala nacional, mediante a formalização de uma parceria com Centro de Pesquisa e Documentação de História Contemporânea da Fundação Getúlio Vargas (CPDOC/FGV).

### Reestruturação (2005-2006): mudança de atribuições e das rotinas de trabalho

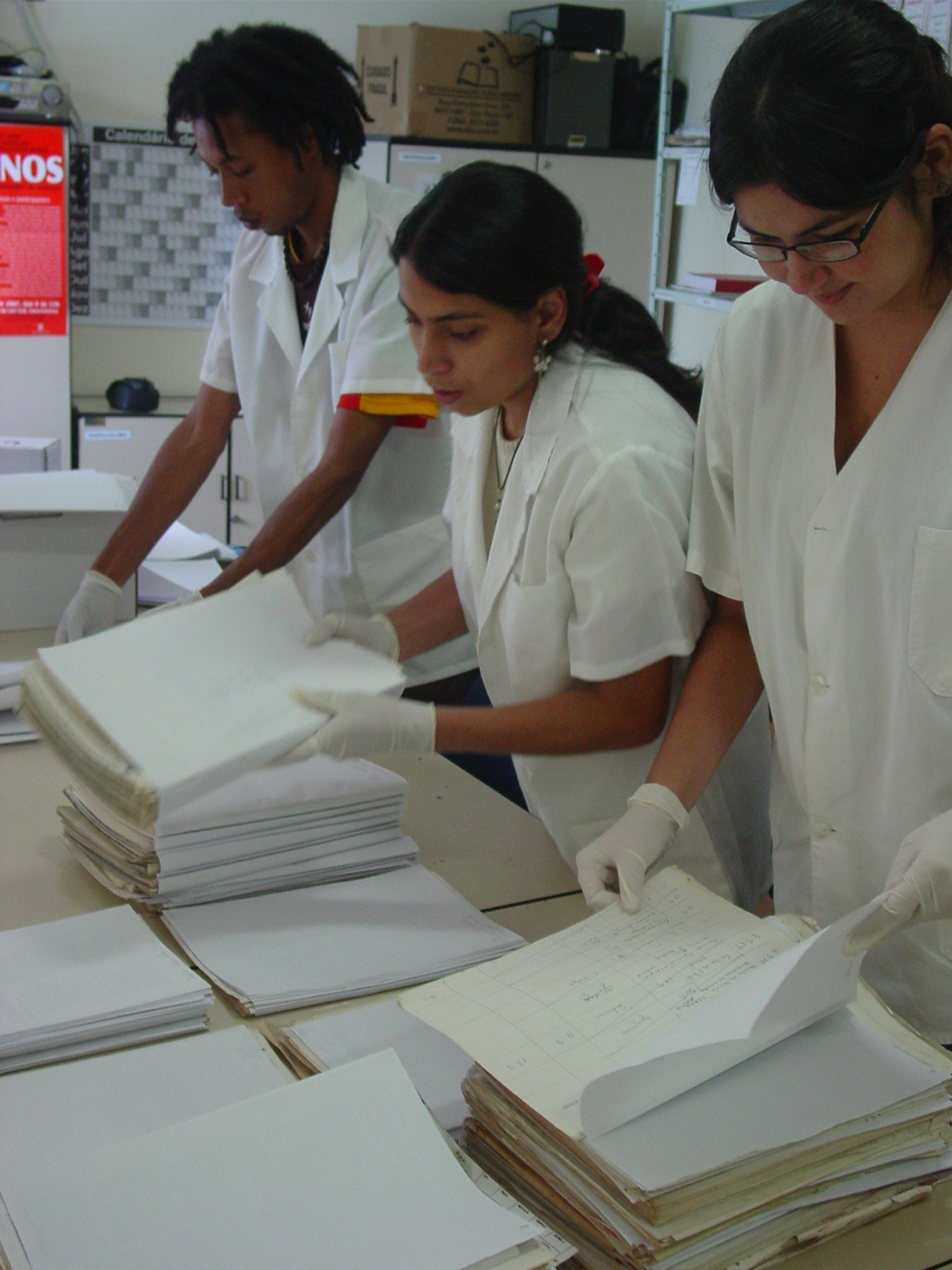
Funcionários do CSBH, em 2008, no tratamentos dos arquivos da campanha de 1989 do PT.

Entre 2005 e 2006, pode-se dizer que o CSBH inicia uma nova fase de trabalho. Além da realização de seminário dedicado à compreensão da Era Vargas e da ampliação da coleção “História do Povo Brasileiro”, o centro, em comemoração aos 25 anos do partido, preparou uma versão ampliada do livro de documentos e resoluções do partido em CD-Rom e consolidou o Projeto de História Oral Nacional do PT, realizando, em parceria com o CPDOC, cerca de vinte e duas entrevistas com dirigentes que desempenharam papel destacado na fundação do PT em 1980.
Paralelamente, a política de documentação do PT foi redefinida. O CSBH foi desincumbido do  tratamento do arquivo corrente do Diretório Nacional, o que levou à extinção do NUD em 2005. Com isso, o centro passou a concentrar praticamente toda a documentação histórica (definida, em linhas gerais, como toda a documentação produzida pelo PT antes de 1989) em suas próprias dependências, ampliando enormemente seu acervo. Em contrapartida, ao centro foram designadas novas atribuições, que incluíam a publicação da revista Perseu: História, Memória e Política, pelo CSBH; a realização dos seminários A Propósito, aberto ao publico e referentes, sobretudo, à história da esquerda e dos movimentos sociais; a organização do acervo do partido (mais que apenas sua integração e incorporação), o que resultaria posteriormente na publicação de seu Guia de Acervo em 2009; bem como a incorporação do Centro ao projeto Memórias Reveladas, lançado pelo Governo Federal.
Em termos de  tratamento do arquivos do partido, esse processo desembocou numa mudança em termos de orientação: daí em diante o centro passa a adotar de modo mais sistemático os referenciais teórico-metodológicos consagrados na  arquivologia. Uma orientação básica que exemplifica essas referências corresponde à rigorosa diferenciação entre acervos de diferentes tipos, a saber, os  fundos e as coleções. Os fundos correspondem a acervos orgânicos, quer dizer, diretamente resultantes de atividades de uma pessoa ou instituição. Corresponde ao arquivo propriamente dito dessa pessoa ou instituição. As coleções, por outro lado, são conjuntos que resultam da reunião de itens documentais de diferentes origens, produzidos por diferentes instituições ou indivíduos, e que foram agregados em função de uma característica que os mantém em comum, como assunto, por exemplo.
Outros fundamentos arquivísticos incorporados ao nosso trabalho poderiam ser arrolados, tais como o  princípio de respeito aos fundos, que implica na manutenção desses arquivos em sua integralidade; a  classificação arquivística, que corresponde ao método de organização dos acervos, observando a estrutura interna da entidade responsável pela produção do material ou as atividades desempenhadas pelas pessoas e instituições que o geraram; e a descrição arquivística, cujos padrões encontram-se fixados na Norma Internacional de Descrição Geral Arquivística (ISAD-G), e sua adaptação brasileira, a Norma Brasileira de Descrição Arquivística (Nobrade).

### Aprimoramento das rotinas técnicas e da produção editorial (2006-2012)

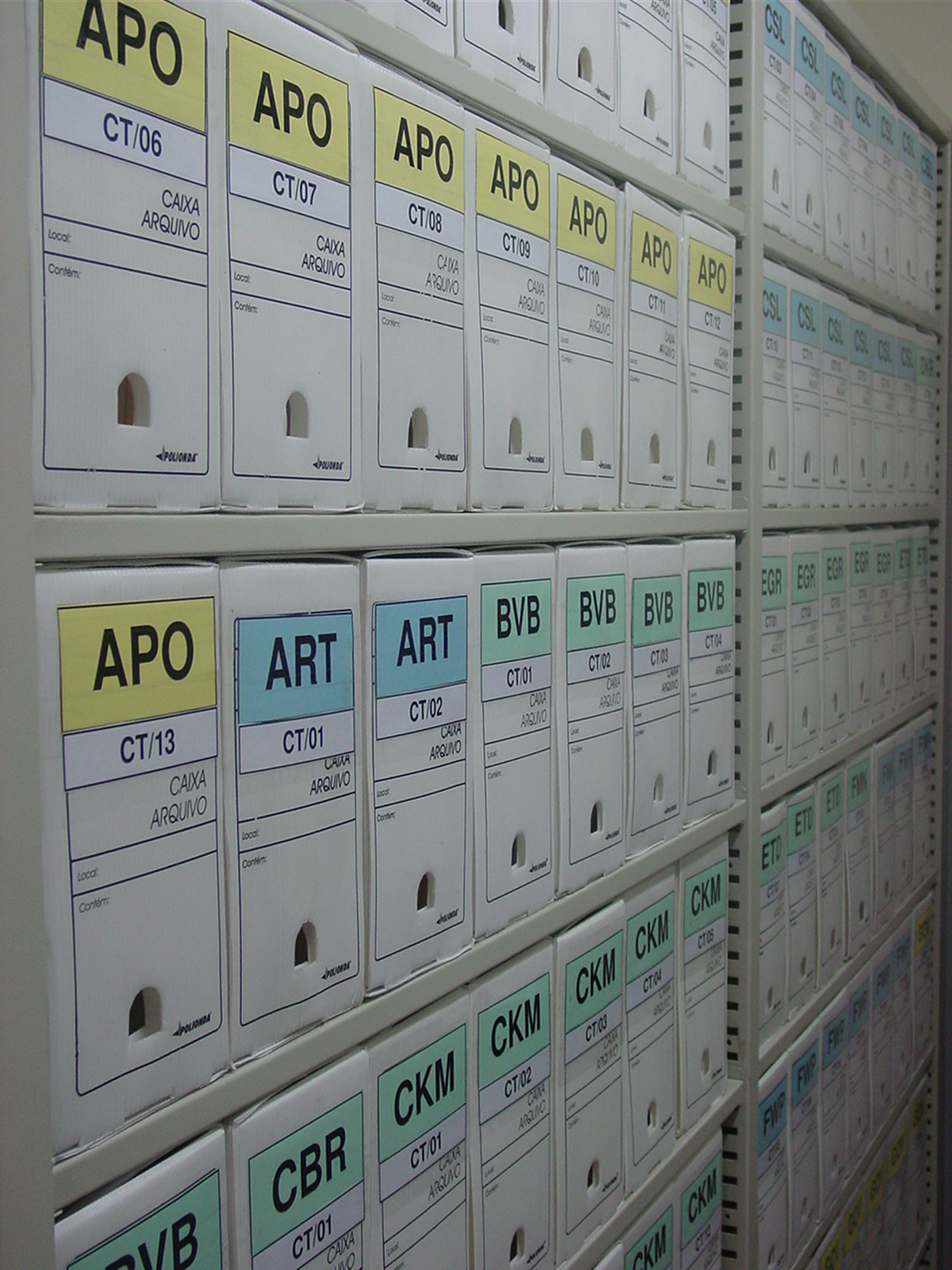
Visão parcial do patrimônio histórico do PT, organizado e disponível para consulta.

A revisão dos referenciais teóricos e metodológicos do Centro entre 2005 e 2006 permitiram significativo incremento qualitativo e quantitativo de suas atividades. Provas disso são a conclusão da integração do arquivo histórico do PT nas dependências do CSBH; o levantamento geral da documentação que se seguiu a esse processo; o restabelecimento parcial de conjuntos documentais recebidos como doação e anteriormente integrados ao fundo PT/Diretório Nacional; a  classificação e microfilmagem dos arquivos das campanhas presidenciais de  1989,  1994 e  1998; a pré- classificação dos acervos dos comitês do PT nas campanhas ocorridas entre 1982 e 1996 e dos fundos Fundação Wilson Pinheiro, Movimento Comunista Revolucionário e Movimento pela Emancipação do Proletariado; bem como a elaboração de seu primeiro guia de acervo.
Vale assinalar, adicionalmente, que o avanço possibilitado pelo tratamento técnico destes materiais, permitiu à equipe do CSBH experimentar os limites das formulações arquivísticas clássicas frente aos desafios suscitados pelas condições particulares de produção do tipo de acervo com o qual trabalha. Trata-se de acervos cuja produção e guarda são atravessadas por divergências profundas e por condições materiais brutalmente desfavoráveis. As reflexões suscitadas por tais experiências encontram-se esboçadas num estudo desenvolvido em 2010, e que localizam o trabalho do centro de memória do contexto de alguns dos debates teóricos atualmente em curso no âmbito das Ciências da Informação.
Nessas condições é que o CSBH chega ao ano de 2010, data em que se comemorou os 30 anos de fundação do PT. Para o centro de memória, aquele ano se inicia com o lançamento da  exposição “PT 30 anos – Cartazes”, que retrata a história do partido com base nos cartazes existentes nos acervos sob guarda do CSBH; e de um curso sobre história oral e tratamento dos arquivos correntes do partido, oferecido em parceria com o núcleo de Formação Política da FPAEstas são algumas de suas iniciativas recentes, que, almejando projetar o CSBH e seu acervo junto ao público, resultam também da reavaliação de nossas prioridades e rotinas de trabalho. Paralelamente, o Centro dá novos e importantes passos em relação ao “Projeto de História Oral do PT Nacional”, com a publicação, em 2008, do primeiro livro resultante das entrevistas com dirigentes e militantes do partido.
Atualmente, além prosseguir com a edição da revista Perseu, a equipe do CSBH tem se dedicado à preparação do segundo volume do projeto de história oral, a ser publicado em breve. E também ao tratamento técnico do arquivo do Diretório Nacional: entre 2009 e 2012, outros acervos foram objeto de tratamento sistemático, dentre os quais vale destacar a coleção dedicada aos diretório regionais do PT, a pré-organização de todo o material fotográfico que integra seus acervos, bem como a conclusão do processo de organização da documentação histórica relacionada ao Encontro, Congressos, Convenções e fóruns setoriais nacionais, contemplando desde o encontro de fundação do partido em 1980 até o 12º Encontro Nacional, realizado em 2001.

## Acervo

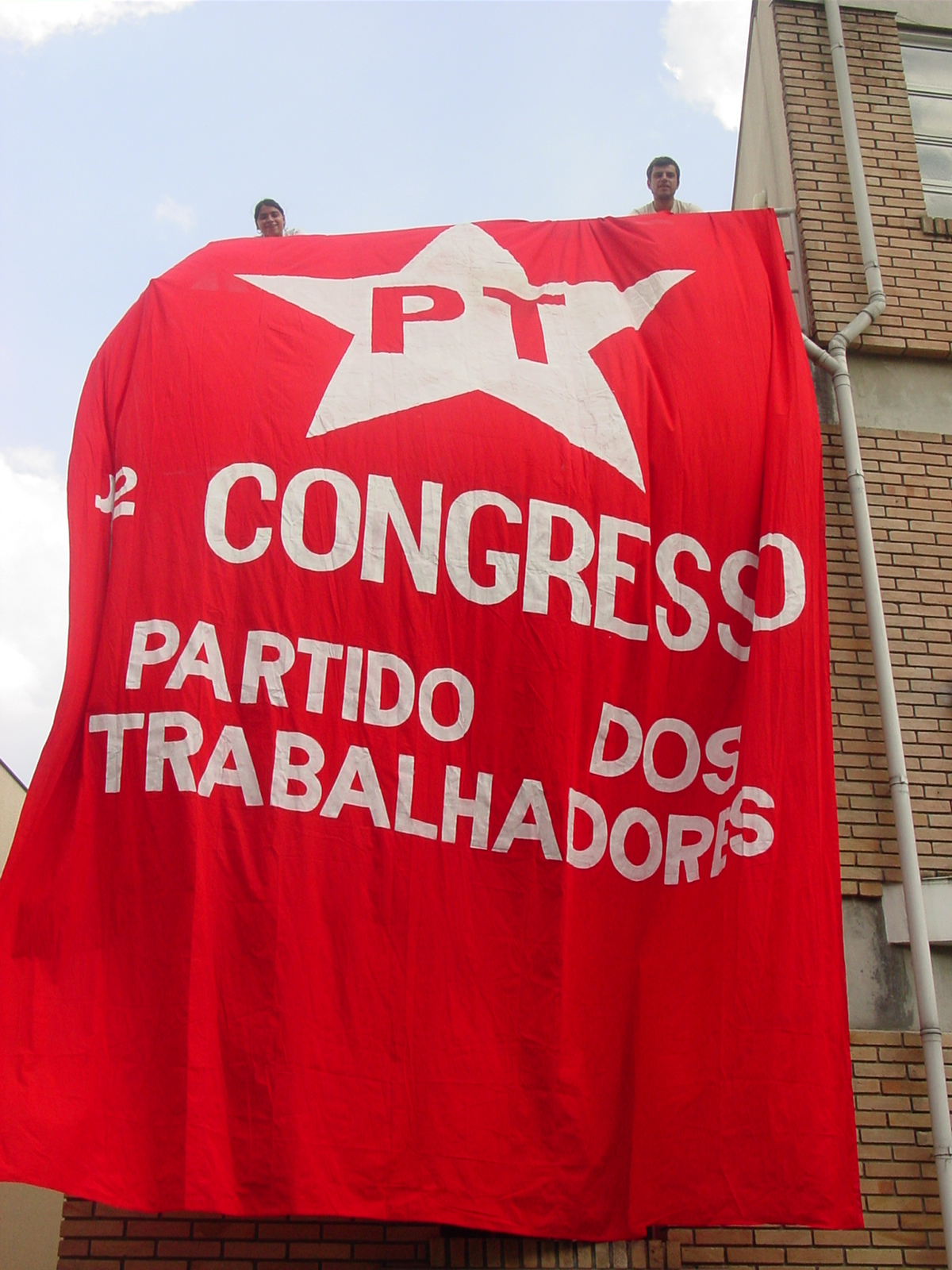
Maior documento do arquivo histórico do PT: a imensa bandeira do 1º Congresso, de 1991.

### Perfil geral e dimensões
Hoje o CSBH abriga praticamente todo o acervo do Diretório Nacional do PT produzido anteriormente a 1989, bem como alguns conjuntos produzidos até 2006. A esse acervo – nosso objeto de trabalho privilegiado – somam-se de cerca de outros cinquenta acervos relacionados ao partido, entre acervos pessoais, institucionais e coleções, de dimensões e graus de fragmentação muito variados. De modo geral, tais acervos incluem arquivos de instituições com as quais o PT manteve relação ao longo de sua trajetória, arquivos pessoais de dirigentes e militantes que integram ou integraram o partido, além de coleções recebidas como doação ou constituídas pelo próprio Centro. Desse modo, o acervo retrata momentos marcantes do PT, da história do país e também de outros partidos de esquerda e de movimentos sociais existentes não somente no Brasil como em outras países, sobretudo da Europa e América Latina.
Traduzido em números, o acervo sob guarda do CSBH – incluindo os dois acervos sob custódia do AEL – reúne cerca de 110 metros lineares de documentação textual (equivalente a mais de 900 caixas-arquivo), 300 adesivos, 1.970 cartazes, 8.040 fotogramas em folhas de contato fotográfico, 745 diapositivos, 21.450 fotografias, 24.030 negativos, 1.450 fitas audiomagnéticas, 1.410 registros audiovisuais em diferentes formatos, 80 bandeiras e faixas, 1.000 broches, 200 camisetas, além de outros materiais como brindes de campanha, bolsas, discos de vinil, bonés e chaveiros, por exemplo. Uma visão detalhada do conteúdo de cada um dos mais de 50 conjuntos documentais nos quais esse material encontra-se distribuído pode ser encontrado em nosso Guia de Acervo, publicado em 2009.

### Lista dos fundos e coleções
| FUNDOS INSTITUCIONAIS - Ação Popular (esquerda cristã) - Articulação Unidade na Luta – Tendência Interna do PT - Comitê de Solidariedade aos Povos da América Latina de Campinas - Democracia Socialista – Tendência Interna do PT (jornal Em Tempo) - Fundação Nativo da Natividade - Fundação Wilson Pinheiro – Seção Nacional - Jornal Brasil Agora - Movimento Comunista Revolucionário (jornal Nova Luta) - Movimento pela Emancipação do Proletariado (jornal Companheiro) - Partido dos Trabalhadores – Diretório Nacional - Partido dos Trabalhadores – Diretório Estadual de São Paulo - Partido dos Trabalhadores – Diretório Municipal de São Bernardo do Campo - O Trabalho – Tendência Interna do PT (jornal O Trabalho) | FUNDOS PESSOAIS - Anônimo - Angélica Atalla - Beatriz Bargieri - Ceici Kameyama - Cid Barbosa - Clóvis Campêlo - Dainis Karepovs - Eduardo Tadeu - Ernani Gragnanello - Família Sacutti - Fernando Mineiro - Flamarion Maués - Gláucia Fraccaro - João Pereira de Jesus | . - José Dirceu - Lélia Abramo - Lisy Salum e Djalma Bom - Lúcia Eiko Itioca - Luiz Gushiken - Mayumi de Souza Lima - Mouzar Benedito - Perseu Abramo - Reiko Miura - Selma Rocha - Sérgio Canova - Sérgio de Souza Lima - Tatau Godinho - Vera Jursys | COLEÇÕES - Assessoria Popular - Áurea Gil - Governo Paralelo - Governos - Imprensa Alternativa - Instituto Cidadania - José Dirceu - Literatura de Cordel - Mandatos do PT - Movimentos Sociais - Organizações Político-Partidárias - Partido dos Trabalhadores - Tendências e Partidos Internos ao PT |

### Amostras do acervo
|  |  |  |  |  |  |